# Аутоимуни реуматски поремећаји
Аутоимуни реуматски поремећаји (АРП) су стања која настају када имуни систем грешком нападне и оштети сопствена ткива, уместо да циља на стране микроорганизме као што су вируси и бактерије од којих се организам може разболети. Која ће подручја битим захваћена болешћу варира у зависности од стања, и могу укључивати витална ткива и органе, укључујући кожу, плућа, срце, бубреге и црева и зглобове.
Стотине хиљада људи на глобалном нивоу погођено је овом врстом  аутоимуних поремећаја.  
Област медицине која проучава ове врсте стања назива се реуматологија.  

## Опште информације
Учесталост и преваленција аутоимуних реуматских болести (АРП) непознате етиологије су у порасту. До 5% популације је погођено овом групом поремећаја. 
Код пацијената са аутоимуним болестима, имуни систем напада структуре сопственог тела, што доводи до широко распрострањеног оштећења ткива и органа, и резултује повећаним морбидитетом и морталитетом. Једна трећина смрти повезаних са аутоимуним болестима је последица кардиоваскуларних болести.  
Традиционални фактори ризика као што су пол, старост, хиперхолестеролемија, пушење дувана, шећерна болест и хипертензија, међутим, не објашњавају да су само они ризик од  аутоимуних болести. 
Окидачи и патофизиологија ових поремећаја није у потпуности схваћени, али многи аспекти патогенезе из дана у дан постају јаснији, што омогућава развој специфичнијих терапија. Понекад је узрок у генима, или у животној средини, као што је дим цигарете, загађење или нешто што изазива инфекцију. Пол такође игра улогу - јер ова стања више погађају жене него мушкарце.
Пацијенти са већином аутоимуних реуматских поремећаја су под повећаним ризиком од атеросклерозе .
Пацијенти који примају умерене дозе кортикостероида плус други имуносупресивни лек обично треба да добију профилаксу за опортунистичке инфекције као што је  Pneumocystis jirovecii  и вакцине против уобичајених инфекција, као што су стрептококна пнеумонија, грип и ковид 19.
Кортикостероиди такође повећавају ризик од остеопорозе.

## Патофизиологија
Везивно ткиво је ткиво које повезује органе тела, паренхим и строму органа. Састоји се углавном од еластина и колагена. Колагенска влакна су присутна у крвним судовима, очима, костима, зглобовима и кожи. Запаљење везивног ткива доводи до дисфункције органа. У нормалним условима, функција имунолошког система тела је да се брани од инфекције и да помогне поправку повреде ткива. Код здраве особе имуни систем не препознаје сопствени антиген као стран.  Међутим код АРП имуни систем губи своју толеранцију на одређене ауто-антигене, почињући да га напада [ 6 ]. Овај напад укључује ослобађање проинфламаторних цитокина, директну цитотоксичност и производњу антиген-специфичних антитела, што доводи до фиксације комплемента и упале ткива, и потенцијално доводи до оштећења и отказивања органа [ 17 ].
Узроци АРП су непознати, али се верује да су генетски фактори умешани у подложност неких особа да развију аутоимуне болести. Слично томе, изложеност факторима животне средине као што су токсини, микроби, храна и стрес може покренути развој АРП у будућности [ 18 ].

## Врсте
У аутоимуне реуматске поремећаје укључују различите синдроме као што су:
- Аутоимунски миозитис
- Еозинофилни фасциитис
- Мешовита болест везивног ткива
- Релапсирајући полихондритис
- Шегренов синдром
- Системски еритематозни  лупус
- Системска склероза
- Реуматоидни артритис и спондилоартропатије и њихове варијанте су такође имуно посредована стања.

## Прогноза
Смртност се може повећати код аутоимуних реуматских пофемечаја услед кардиоваскуларних болести, посебно инфаркта миокарда и цереброваскуларног можданог удара. Због тога постоји потреба да се раним дијагностиковању промене код аутоимуних болести. 